# Mammothita
La mammothita és un mineral de la classe dels sulfats. Rep el seu nom en honor del filó Mammoth (un dels dos principals de Tiger) i la ciutat de Mammoth, a Arizona, la qual va ser nomenada així per la mina Mammoth.

## Característiques
La mammothita és un sulfat de fórmula química Pb₆Cu₄AlSb5+O₂(SO₄)₂Cl₄(OH)16. Cristal·litza en el sistema monoclínic. Els cristalls són tabulars o prismàtics, allargats al llarg de [001], mostrant {010}, {110}, {001}, de fins a 1 mm, normalment en agregats que poden anar de paral·lel a radials. La seva duresa a l'escala de Mohs és 3. Es pot semblar superficialment a una fulla molt prima de caledonita.
Segons la classificació de Nickel-Strunz, la mammothita pertany a «07.BC: sulfats (selenats, etc.), amb anions addicionals, sense H₂O, amb cations de mida mitjana i gran», juntament amb els minerals següents: d'ansita, alunita, amonioalunita, amoniojarosita, argentojarosita, beaverita-(Cu), dorallcharita, huangita, hidroniojarosita, jarosita, natroalunita-2c, natroalunita, natrojarosita, osarizawaïta, plumbojarosita, schlossmacherita, walthierita, beaverita-(Zn), ye'elimita, atlasovita, nabokoïta, clorotionita, euclorina, fedotovita, kamchatkita, piypita, klyuchevskita, alumoklyuchevskita, caledonita, wherryita, linarita, schmiederita, munakataïta, chenita, krivovichevita i anhidrocaïnita.

## Formació i jaciments
La mammothita és un mineral secundari rar que va ser descobert a la zona oxidada d'un dipòsit hidrotermal polimetàl·lic de metalls bàsics a la mina Mammoth-Saint Anthony (Arizona, Estats Units). També ha estat descrita a cinc indrets de Làurion (Àtica, Grècia) en un context d'escòria metàl·lica, formada per reacció amb aigua oceànica; a la mina Rowley, al comtat de Maricopa (Arizona, Estats Units); i a Baratti, a Piombino (Toscana, Itàlia).
Sol trobar-se associada a altres minerals com: anglesita, leadhil·lita, caledonita, fosgenita, diaboleïta, wulfenita (Tiger, Arizona, EUA); cerussita, matlockita, laurionita, paralaurionita, fosgenita, fiedlerita, penfieldita, boleïta i diaboleïta (Làurion, Grècia).